# 红桥 (圣彼得堡)

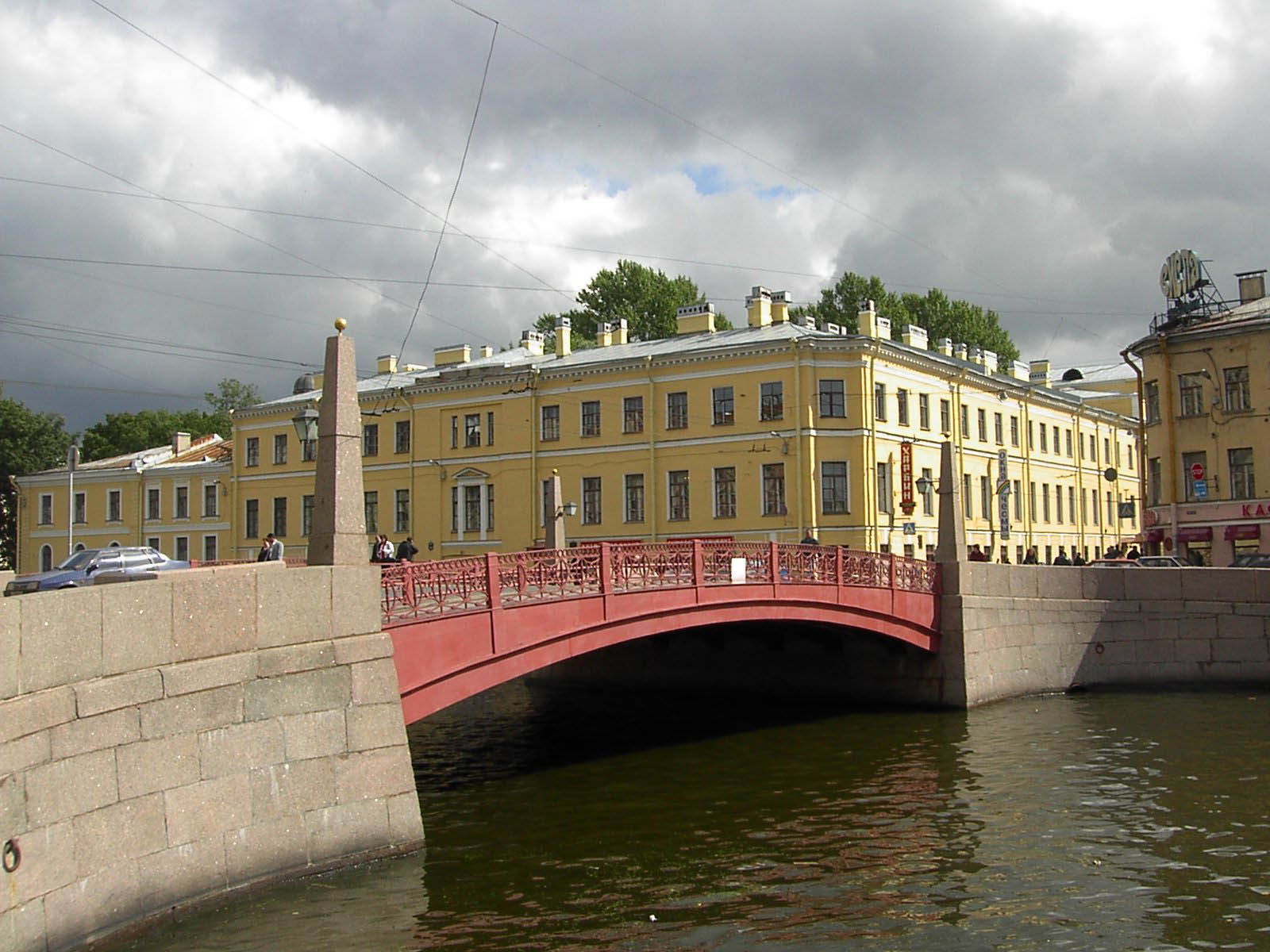
红桥

红桥（羅馬化：Krasny most）是俄罗斯圣彼得堡的一座桥梁，跨莫伊卡河，长42米，宽16.8米，是Gorokhovaya 街的一部分。 
第一座铸铁桥建于1808-1813年。1953年重建。原铸铁结构被替换，但大部分的装饰品原封不动。
红桥得名于它的色彩。19世纪有一个传统，以颜色命名跨越莫伊卡河的桥梁。今天只有四座彩色的桥梁还存在，另外三座分别是蓝桥、绿桥和黄桥。其中三座还保持原名，只是黄桥已经更名为歌手桥。